# Sommer-Paralympics 2024/Teilnehmer (Litauen)
| stlisierte Goldmedaille | stlisierte Silbermedaille | stlisierte Bronzemedaille |
| ----------------------- | ------------------------- | ------------------------- |
| —                       | —                         | —                         |

Litauen entsandte fünf Athletinnen und vier Athleten zu den Paralympischen Sommerspielen 2024 in Paris. Als Fahnenträger bei der Eröffnungsfeier wurden Gabriele Cepaviciute und Donatas Dundzys ausgewählt.

## Teilnehmer nach Sportart

### Judo
| Athleten          | Wettbewerb          | 1. Runde | 1. Runde | 1. Hoffnungsrunde | 1. Hoffnungsrunde | Viertelfinale | Viertelfinale | 2. Hoffnungsrunde | 2. Hoffnungsrunde | Halbfinale | Halbfinale | Kampf um Gold/Bronze | Kampf um Gold/Bronze | Rang |
| Athleten          | Wettbewerb          | Gegner   | Ergebnis | Gegner            | Ergebnis          | Gegner        | Ergebnis      | Gegner            | Ergebnis          | Gegner     | Ergebnis   | Gegner               | Ergebnis             | Rang |
| ----------------- | ------------------- | -------- | -------- | ----------------- | ----------------- | ------------- | ------------- | ----------------- | ----------------- | ---------- | ---------- | -------------------- | -------------------- | ---- |
| Männer            |                     |          |          |                   |                   |               |               |                   |                   |            |            |                      |                      |      |
| Osvaldas Bareikis | Klasse bis 73 kg J2 |          |          |                   |                   |               |               |                   |                   |            |            |                      |                      |      |

### Leichtathletik
| Athleten             | Klassifizierung | Wettbewerb(e) | Zeit/Weite | Rang |
| -------------------- | --------------- | ------------- | ---------- | ---- |
| Frauen               |                 |               |            |      |
| Oksana Dobrovolskaja | F11             | Diskuswurf    | 34,49 m    | 5    |
| Ausra Vainauskaite   | F46             | Marathon      |            |      |
| Eivyde Garunksnyte   | T12             | Kugelstoßen   |            |      |
| Männer               |                 |               |            |      |
| Donatas Dundzys      | F37             | Diskuswurf    |            |      |
| Donatas Dundzys      | F12             | Kugelstoßen   | 13,63 m    | 7    |
| Andrius Skuja        | F46             | Kugelstoßen   |            |      |

### Schießen
| Athleten           | Wettbewerb                 | Qualifikation   | Qualifikation   | Finale          | Finale          | Rang |
| Athleten           | Wettbewerb                 | Ringe/ Scheiben | Rang            | Ringe/ Scheiben | Rang            | Rang |
| ------------------ | -------------------------- | --------------- | --------------- | --------------- | --------------- | ---- |
| Frauen             |                            |                 |                 |                 |                 |      |
| Raimeda Bucinskyte | Luftpistole 10 Meter (SH1) | disqualifiziert | disqualifiziert | disqualifiziert | disqualifiziert | DSQ  |

### Schwimmen
| Athleten             | Klassifizierung | Wettbewerb(e) | Zeit/Weite  | Rang |
| -------------------- | --------------- | ------------- | ----------- | ---- |
| Frauen               |                 |               |             |      |
| Gabriele Cepaviciute | S6              | 100 m Rücken  |             |      |
| Gabriele Cepaviciute | SM6             | 200 m Lagen   | 3:47,60 min | 8    |
| Männer               |                 |               |             |      |
| Edgaras Matakas      | S11             | 50 m Freistil | 26,68 sek   | 6    |
| Edgaras Matakas      | SB11            | 100 m Brust   |             |      |